# Origenes
Origenes (Ὠριγένης) (185-254 e.Kr.) var en kirkefader, teolog, bibelfortolker og filosof fra det græsktalende Alexandria. Han var den første, der søgte at sætte den kristne lære i system, og hans skrifter omfatter en tekstkritisk udgave af Det gamle testamente (Hexapla), ti bøger med kommentarer til Bibelen (Stromateis), to bøger om opstandelsen m.fl. Origenes var en omstridt person, og måtte i 231 flytte til Cæsarea Palæstina efter anklager om kætteri.
De synspunkter, der mødte modstand, var især hans tro på apokatastase (alle menneskers frelse), hans syn på treenigheden og hans stærkt platoniske holdning. Blandt hans mest omstridte synspunkter var læren om alle tings genoprettelse (græsk: apokastasis ton panton), jfr Apostlenes gerninger 3:21, at Jesus "skal bo i himlen, indtil de tider kommer, da alt det genoprettes, som Gud fra fordums tid har forkyndt gennem sine hellige profeters mund." Ifølge Origenes vil til sidst også Satan blive frelst.

## Baggrund
Origenes var søn af kristne forældre og blev døbt som barn. Sin oplæring i kristendom og i græsk litteratur fik han af blandt andre sin far Leonides og af Clemens af Alexandria. I 202 udbrød der en kristenforfølgelse i Alexandria, hvor hans far led martyrdøden. Origenes ville selv melde sig for øvrigheden som kristen, men hans mor fik det forhindret ved at gemme hans tøj. Kort efter blev han lærer ved kateketskolen, samtidig som han brugte nattetimerne til egne studier. Han levede i streng askese og vandt anseelse både for sin fromhed og lærde skarpsindighed. En rig ven betalte folk for at skrive hans værker af, så han blev i stand til at udgive et stort antal skrifter, hvoraf kun en del er bevaret. Selv sagde han, at to ting er nødvendige for at forstå Bibelen: "Studium og bøn." Skriftstudiets første opgave er at sætte sig ind i tekstens faktiske ordlyd. Origenes' store værk til det formål, Hexapla (= den seksspaltede) indeholdt seks spalter sideordnet: Det gamle testamentes hebraiske tekst, Septuaginta og de forskellige græske oversættelser. Hele værket fyldte 50 tykke bogruller, hvoraf den største del er gået tabt.

## Allegorisk fortolkning
Efter at have fastslået tekstens faktiske ordlyd, gjaldt det om at fortolke den. Den gang udlagde man skrifterne allegorisk, som stoikerne gjorde med de græske myter, og de jødiske filosoffer med Det gamle testamente. Denne fortolkningsmåde søgte Origenes at begrunde ved at hævde, at ligesom mennesket består af legeme, sjæl og ånd, på samme vis består Bibelen af en legemlig (dvs. historisk) del, en sjælelig (dvs. moralsk) og en åndelig (dvs. religiøs). Jesu indtog i Jerusalem var dermed ikke kun en historisk begivenhed, men skulle også tolkes som Jesu indtog i sjælene. Når æselet, han red på, nedkom med et føl, skal det læses som Det gamle testamente, der forvandles til levende ånd, hvor føllet er Det nye testamente, og folkemængden omkring Jesus er de engle, der beredte hans vej ind i sjælene. De drengebørn, farao ville have dræbt i Egypten, skal fortolkes som fornuften, mens pigebørnene, der fik lov til at leve, betegner sanserne; det var gængs blandt asketer at opfatte kvinder som lavere væsner. Iblandt indrømmer Origenes, at en bogstavelig udlægning ikke er mulig, såsom beretningen om skabelsen, for: "Hvilket fornuftigt menneske vil tro, at den første, anden og tredje dag med deres aften og morgen har været uden sol, måne og stjerner?" Endvidere fandt han det utroværdigt, at Gud "som en anden agerdyrker skulle have anlagt en have i Eden". Her fremstår den allegoriske udlægning som en diskret kritik af Bibelens tekst.
En sådan allegorisk udlægning er i virkeligheden et vilkårligt udvalg af fortolkerens egne tanker for at få Bibelens ulige skrifter til at passe sammen indbyrdes, og gå overens med de skiftende dogmer. Det kan forklare, at allegorisk fortolkning holdt sig frem til reformationen.

## Påvirkning af østkirken
Origenes tænkte sig en oprindelig samling af alle intelligente væsner omkring guddommen. Et syndefald i åndernes verden førte til skabelsen, hvor Gud skabte et kosmos som en læreanstalt for at bringe de faldne ånder tilbage til Gud. Kristus blev sendt som frelseren for at forsone skaberværket med ophavet. Til sidst skal alle - mennesker, engle og djævle - bringes tilbage til det oprindelige fællesskab med Gud. Origenes tænkte sig videre muligheden for nye syndefald og genoprettelser. Kirken forkastede hans lære om sjælenes præeksistens og muligheden for senere fald. Den tog også afstand fra tanken om alles forsoning med Gud, hvilket udelukker læren om evig fortabelse. Men Origenes' tanke om et kosmos, som kommer fra Gud og vender tilbage til ham, blev en central del af østkirkens tænkning, og videre udformet af "de kappadokiske fædre" i 300-tallet.

## I forvisning
Biskoppen i Alexandria udelukkede Origenes af menigheden som straf for hans afvigende meninger. Origenes' gudsbegreb var ikke evangeliets himmelske far, men den rene fornuft som hos Platon, der også er ophav til den lære om de præeksisterende ånders fald, som Origenes var talsmand for. Origenes mente også, at den kirkelige gnostiker ikke behøvede Guds søn, men kun logos, ordet, til at indvie sig i de guddommelige hemmeligheder, og at alle skabte ånder - selv djævelen og hans dæmoner - til sidst forenes med Gud i evig harmoni. Origenes anså Kristus for at være af samme væsen som Gud og lige evig, men dog underordnet Gud - så i den arianske strid kunne man på begge sider vise til udsagn fra Origenes.
Sandsynligvis flyttede Origenes i 231 til Cæsarea. Under kejser Decius' kristenforfølgelse blev han fængslet og døde af mishandlingen, han blev udsat for. Også biskopperne i Rom, Jerusalem og Antiokia blev dræbt. 300 år efter sin død blev Origenes fordømt som kætter ved synoden i Konstantinopel i 543.